# Liste der Monuments historiques in Givrezac
Die Liste der Monuments historiques in Givrezac führt die Monuments historiques in der französischen Gemeinde Givrezac auf.

## Liste der Bauwerke
| Bezeichnung      | Beschreibung | Standort | Kennzeichnung | Schutzstatus | Datum | Bild           |
| ---------------- | ------------ | -------- | ------------- | ------------ | ----- | -------------- |
| Kirche St-Blaise | romanisch    | (Lage)   | PA00104701    | Classé       | 1910  | weitere Bilder |

## Liste der Objekte
| Bezeichnung   | Beschreibung          | Standort                       | Kennzeichnung | Schutzstatus | Datum | Bild |
| ------------- | --------------------- | ------------------------------ | ------------- | ------------ | ----- | ---- |
| Weihrauchfass | Zinn, 18. Jahrhundert | in der Kirche St-Blaise (Lage) | PM17001666    | Inscrit      | 1989  |      |
| Glocke        | Bronze, 1784 gegossen | in der Kirche St-Blaise (Lage) | PM17000146    | Classé       | 1911  |      |